# Luis F. Bobbio
Luis F. Bobbio (Curuzú Cuatiá, 21 de septiembre de 1894-24 de noviembre de 1971) fue un hacendado, ganadero y político argentino del Partido Demócrata Nacional, que se desempeñó como diputado nacional por la provincia de Corrientes entre 1942 y 1943. Fue candidato a gobernador de Corrientes en las elecciones provinciales de 1948.

## Biografía
Nació en Curuzú Cuatiá (Corrientes) en 1894.
Ganadero, participó en exposiciones locales y de la Sociedad Rural Argentina, obteniendo premios por sus productos Hereford. También se dedicó a la cría de caballos y formó parte de una compañía de seguros. Integró la cooperativa de ganaderos (como secretario), la Sociedad Rural de Curuzú Cuatiá (de la cual fue vicepresidente y presidente) y la Confederación de Sociedades Rurales del Litoral.
En 1919, fue elegido a la Cámara de Diputados de la Provincia de Corrientes. En diversos períodos integró el concejo deliberante de Curuzú Cuatiá, llegando a la presidencia del cuerpo en varias ocasiones (la primera en 1924 y la última en 1942), y a la intendencia municipal de 1934 a 1936.
En las elecciones legislativas de 1942, fue elegido diputado nacional por la provincia de Corrientes. Su mandato se extendía hasta 1946 pero fue interrumpido por el golpe de Estado del 4 de junio de 1943. Fue vocal de la comisión de Legislación Agraria.
En 1946 fue elegido senador nacional por Corrientes, con mandato hasta 1955. El Senado rechazó su diploma y no le dejó asumir, siendo reemplazado por el peronista Eduardo Madariaga.
En las elecciones provinciales de 1948, fue candidato a gobernador por el Partido Demócrata Nacional (PDN). Acompañado por Pedro G. de la Fuente, la fórmula quedó en tercer lugar con el 11,58 % de los votos, triunfando el interventor peronista Juan Filomeno Velazco.
Falleció en noviembre de 1971.